# Ку Сон Юн
Ку Сон Юн (кор. 구성윤, нар. 17 червня 1994, Сеул, Південна Корея) — південнокорейський футболіст, воротар клубу «Консадолє Саппоро».
Виступав за національну збірну Південної Кореї.

## Клубна кар'єра
У дорослому футболі дебютував 2013 року виступами за команду японського клубу «Сересо Осака», в якій провів два сезони. 
2015 року приєднався до складу клубу «Консадолє Саппоро».

## Виступи за збірні
Протягом 2014–2016 молодіжної збірної Південної Кореї. 2016 року захищав кольори олімпійської збірної Південної Кореї. У складі цієї команди провів 11 матчів. У складі збірної — учасник футбольного турніру на Олімпійських іграх 2016 року у Ріо-де-Жанейро.
2015 року дебютував в офіційних матчах у складі національної збірної Південної Кореї.

## Титули і досягнення
- Переможець Кубка Східної Азії: 2015, 2019